# Wonder World Tour
De Wonder World Tour is de tweede concertreeks van de zangeres Miley Cyrus. De tour kwam om haar albums Breakout (2009) en The Time of Our Lives (2009) te promoten. Haar tour begon op 14 september 2009 en eindigde op 29 december. Het was Cyrus eerste wereldtour. Cyrus gaf geen optredens als Hannah Montana. De openingsact was de band Metro Station.
Cyrus heeft bij deze concerten het goede doel City of Hope National Medical Center geholpen. Van elke ticket die werd verkocht, ging 1 dollar naar dit goede doel. De dvd is uitgebracht bij de deluxe edition van haar album Can't Be Tamed (2010).
Op 29 september, tijdens haar concert in Salt Lake City, rende Cyrus plotseling het podium af terwijl ze bezig was met haar nummer 1-hit 7 Things. Toen de band klaar was met spelen, kwam haar manager met de mededeling dat Miley zich niet goed voelde en een paar minuten pauze zou nemen. Ze verontschuldigde zich tegenover haar publiek en bedankte iedereen dat ze zo begripvol waren geweest. De volgende concerten op 2, 3 en 4 oktober moest ze afzeggen omdat ze griep had.

## Achtergrond

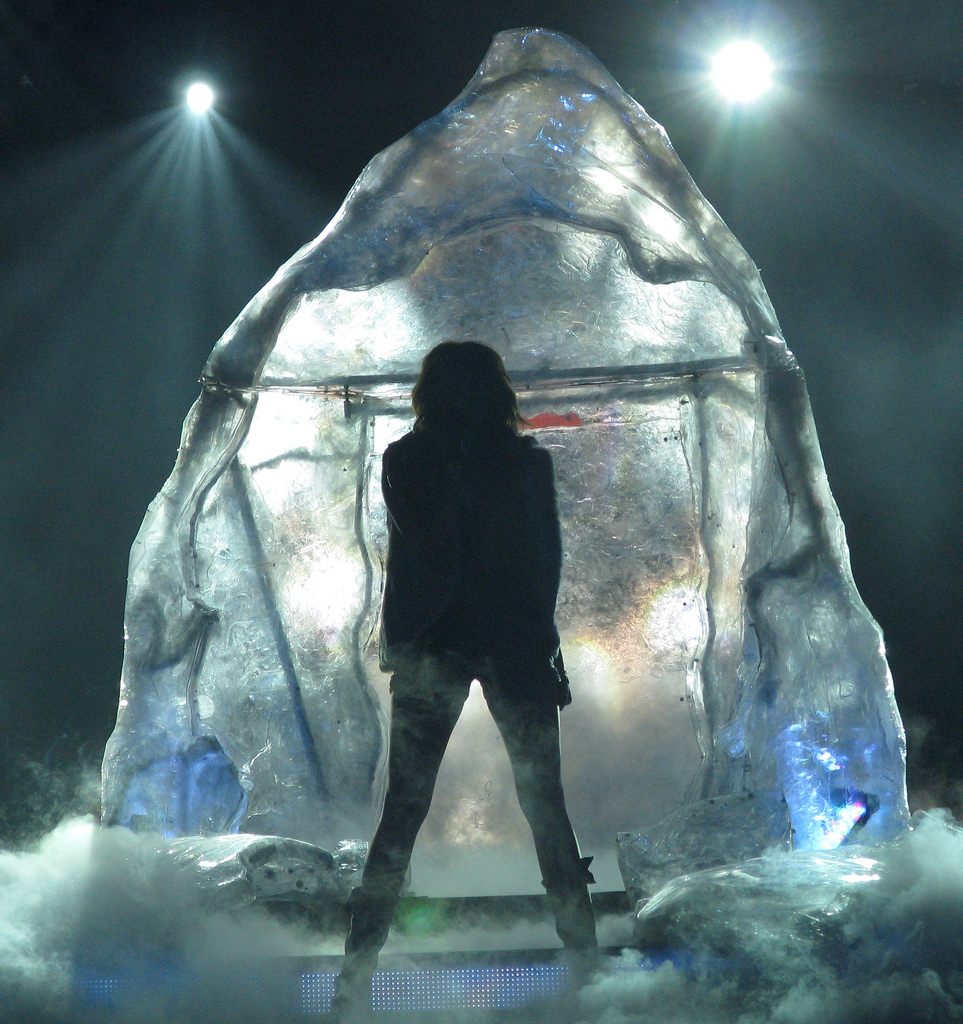
Miley Cyrus tijdens haar openingslied Breakout

Cyrus is een singer-songwriter en actrice die speelt in de serie Hannah Montana als Miley Stewart, een meisje met een dubbelleven als popsensatie Hannah Montana. Door de serie werd Cyrus wereldberoemd. Ze maakte haar debuutalbum in 2007: Hannah Montana 2: Meet Miley Cyrus. Om dit album te promoten, ging ze op haar eerste tournee, Hannah Montana & Miley Cyrus: Best of Both Worlds Concert (2007-2008). Haar album daarna was Breakout (2008). Dit was haar eerste album 'zonder Hannah Montana'. Daarna kwam het album The Time of Our Lives. Om de laatste twee albums te promoten, ging ze op de Wonder World Tour.

## Programma

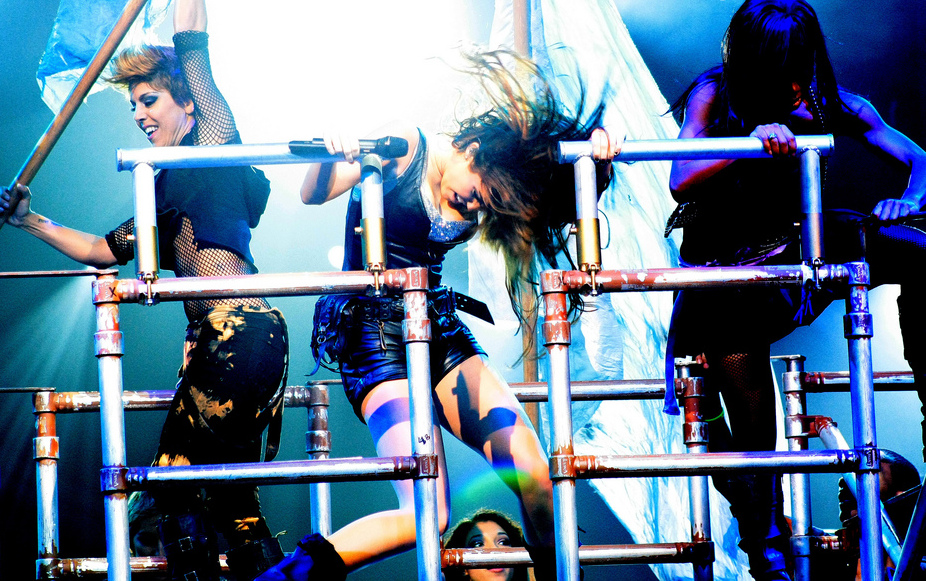
Miley Cyrus tijdens Start All Over in Detroit

1. "Breakout"
2. "Start All Over"
3. "7 Things"
4. "Kicking and Screaming"
5. "Bottom of the Ocean"
6. "Fly on the Wall"
7. "Thriller (Dans)
8. "Let's Get Crazy"
9. "Hoedown Throwdown"
10. "Boom Boom Pow (Dans)
11. "These Four Walls"
12. "When I Look at You"
13. "Obsessed"
14. "Spotlight"
15. "G.N.O. (Girl's Night Out)"
16. "I Love Rock 'n' Roll"
17. "Party in the U.S.A."
18. "Hovering"
19. "Simple Song"
20. "See You Again"
21. "The Climb"